# Polypodium plebejum
Polypodium plebejum là một loài dương xỉ trong họ Polypodiaceae. Loài này được Schlecht. & Cham. mô tả khoa học đầu tiên..
Danh pháp khoa học của loài này chưa được làm sáng tỏ. 